# Harrogate

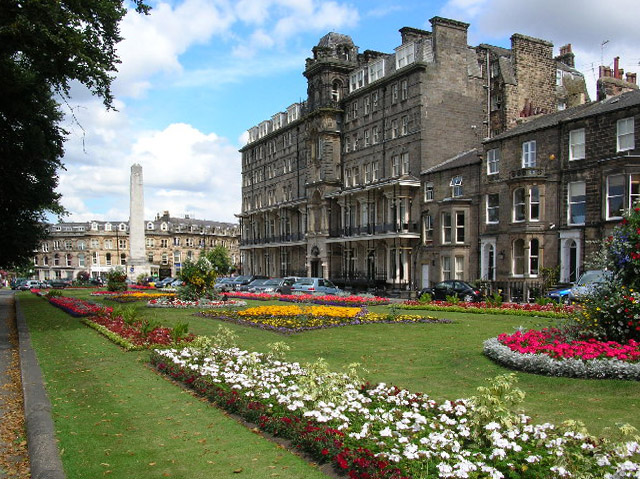
Harrogates kenotaf.

Harrogate är en stad och civil parish i kommunen North Yorkshire i grevskapet North Yorkshire i norra England. Staden ligger cirka 22 kilometer norr om Leeds samt cirka 30 kilometer väster om York. Tätortsdelen (built-up area sub division) Harrogate hade 73 576 invånare vid folkräkningen år 2011.
Harrogate har haft en stor betydelse som turist- och kurort. Besökare lockas också till trakten av den närbelägna nationalparken Yorkshire Dales. Staden har även en årlig leksaksmässa samt ett av Europas största konferens- och utställningscentrum, Harrogate International Center.

## Historia
Orten finns första gången omnämnd i början av 1300-talet. Den nämns då i ett domstolsärende, som en liten by. Länge var bebyggelsen delad i Low Harrogate och High Harrogate. I High Harrogate möttes två relativt betydande vägar vilket gjorde att det mellan år 1400 och 1549 fanns ett kapell där, men bortsett från det var High Harrogate ett litet samhälle.
1571 upptäckte William Slingsby den första av ortens källor, The Tewit Well, varefter byn började växa. Genom att berätta om källorna för sina medicinskt kunniga vänner spred han ryktet om källornas egenskaper.
Staden Harrogate var arrangör för Eurovision Song Contest 1982 efter gruppen Bucks Fizz vinst med Making Your Mind Up för Storbritannien 1981.
Scarborough var en civil parish fram till 1974 och en unparished area från 1974 till 2025. Civil parishen inrättades den 1 april 2025. Unparished area hade 71 725 invånare år 2021.

## Vänorter
- Bagnères-de-Luchon, Frankrike
- Barrie, Kanada
- Harrogate, USA
- Wellington, Nya Zeeland